# Ctenus saltensis
Ctenus saltensis är en spindelart som beskrevs av Embrik Strand 1909. 
Ctenus saltensis ingår i släktet Ctenus och familjen Ctenidae. Inga underarter finns listade i Catalogue of Life.